# 38 Dywizjon Zabezpieczenia Obrony Powietrznej
38 Sochaczewski dywizjon zabezpieczenia Obrony Powietrznej im. mjr. Feliksa Kozubowskiego (38 dzab OP) – oddział Wojsk Obrony Przeciwlotniczej Sił Powietrznych RP stacjonujący w Bielicach, sformowany 1 stycznia 2012 roku, podlega dowódcy 3 Warszawskiej Brygady Rakietowej Obrony Powietrznej.

## Historia
Na podstawie rozkazu Dowódcy Sił Powietrznych oraz rozkazu Dowódcy 3. Warszawskiej Brygady Rakietowej OP w sprawie zmian organizacyjnych w Siłach Powietrznych, z dniem 31 grudnia 2011 roku nastąpiło przeformowanie 83 dywizjonu dowodzenia OP w 38 dywizjon zabezpieczenia OP.
6 grudnia 2012 roku w koszarach przy ul. Radiowej na warszawskim Bemowie odbyła się uroczysta zbiórka z okazji pożegnania 3. Warszawskiej Brygady Rakietowej Obrony Powietrznej z Garnizonem Warszawa. Od tej chwili miejscem dyslokacji zarówno 38 dywizjonu zabezpieczenia OP jak i Dowództwa Brygady są Bielice.
Decyzją Nr 404/MON Ministra Obrony Narodowej z dnia 27 grudnia 2012 38. dywizjon zabezpieczenia Obrony Powietrznej przejął i z honorem kultywuje dziedzictwo tradycji 83. dywizjonu dowodzenia Obrony Powietrznej (1962-2011).
Decyzją Nr 169/MON z dnia 20 maja 2016 roku dywizjon przyjął nazwę wyróżniającą "Sochaczewski".
Decyzją Nr 324/MON z dnia 2 grudnia 2016 w jednostce wprowadzono: odznakę pamiątkową, oznakę rozpoznawczą oraz proporczyk na beret.
12 stycznia 2017 roku Minister Obrony Narodowej Antoni Macierewicz nadał Dywizjonowi imię mjr. Feliksa Kozubowskiego oraz ustanowił dzień 6 czerwca Świętem Dywizjonu.

## Insygnia

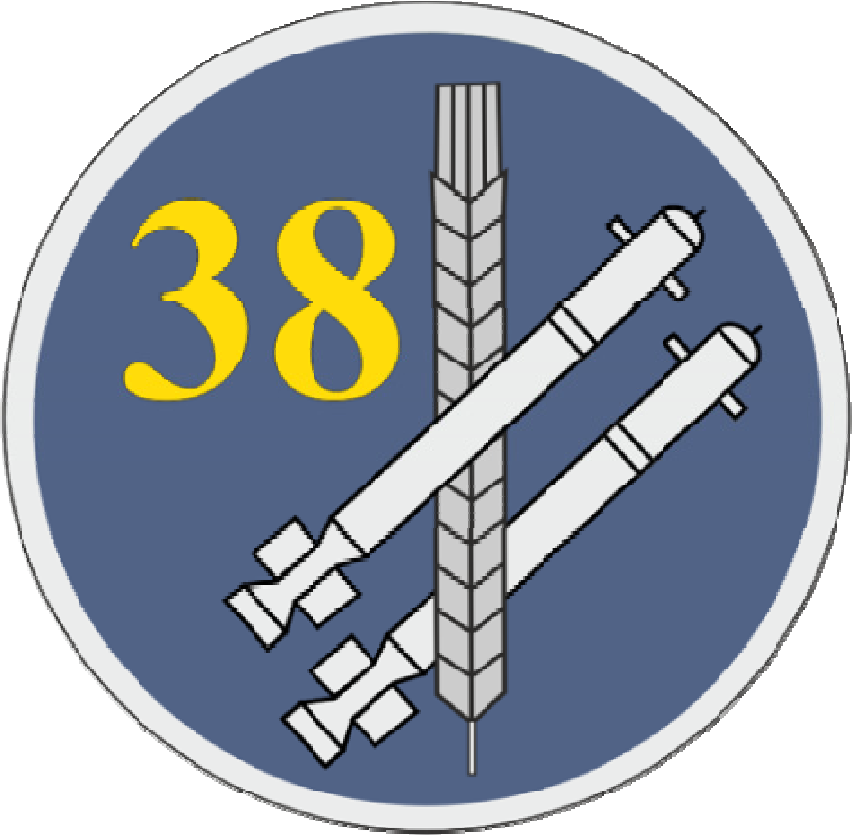
Oznaka rozpoznawcza na mundur wyjściowy
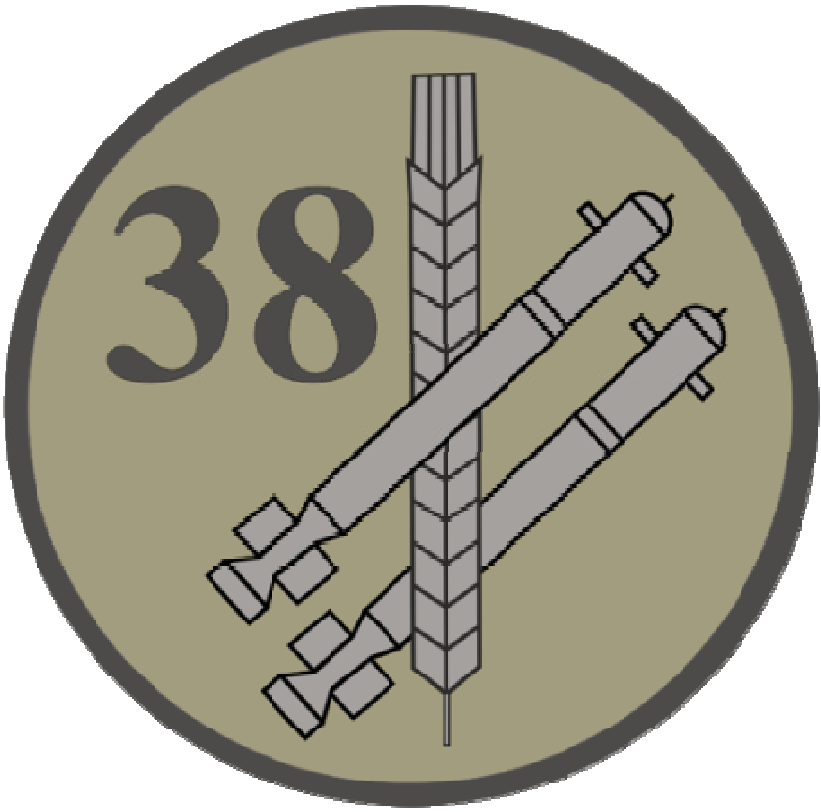
Oznaka rozpoznawcza na mundur polowy
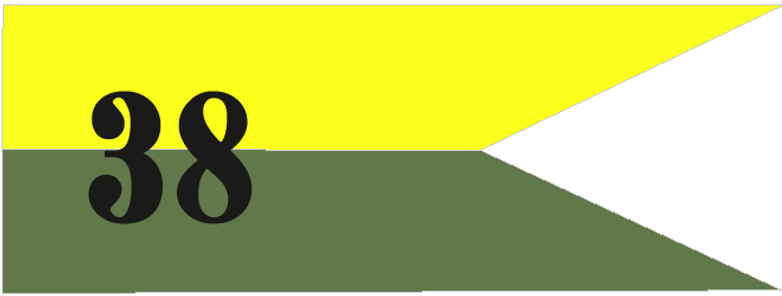
Proporczyk na beret

## Struktura
- dowództwo;
- sztab;
  - pion techniczny;
  - pion informacji niejawnych;
  - sekcja wychowawcza;
  - zespół zabezpieczenia medycznego;
  - sekcja personalna;
  - sekcja operacyjna;
  - sekcja planowania logistycznego;
  - sekcja dowodzenia i łączności;
- bateria dowodzenia;
- bateria zabezpieczenia;
- dwie baterie przeciwlotnicze.

## Dowódcy
- ppłk Maciej Majkowski – 2012–2017
- ppłk Wiesław Żbikowski – 2017–2019
- ppłk Andrzej Mańkowski – 2019–2021
- ppłk Andrzej Kujawa - 2021-nadal[6]